# گوتبو (اکلاهما)
گوتبو (به انگلیسی: Gotebo) شهری در ایالت اکلاهما کشور ایالات متحده آمریکا است که جمعیت آن در سرشماری سال ۲۰۱۰ میلادی، ۲۲۶ نفر بوده‌است.